# Bundesautobahn 23
Pour les articles homonymes, voir A23.
La Bundesautobahn 23 (ou BAB 23, A23 ou Autobahn 23) est une autoroute allemande mesurant 87 kilomètres.